# Eremulus nigrisetosus
Eremulus nigrisetosus är en kvalsterart som beskrevs av Hammer 1958. Eremulus nigrisetosus ingår i släktet Eremulus och familjen Eremulidae. Inga underarter finns listade i Catalogue of Life.